# Isothrix pagurus
Isothrix pagurus är en däggdjursart som beskrevs av Wagner 1845. Isothrix pagurus ingår i släktet Isothrix, och familjen lansråttor. Arten förekommer i Brasilien. IUCN kategoriserar arten globalt som livskraftig. Inga underarter finns listade.